# Alameda Cristina (Jerez de la Frontera)
La plaza de la Alameda Cristina o el Paseo de la Alameda Cristina es una plaza situada en Jerez de la Frontera, (Andalucía, España). 
Es un paseo céntrico y elegante que ha recibido varios nombres desde la Edad Media, con destacados edificios jerezanos civiles y religiosos. Su nombre actual se debe a la reina María Cristina, regente mientras su hija Isabel II era menor de edad.
La Alameda Cristina fue declarada Bien de Interés Cultural como espacio público circundante del Palacio del Marqués de Montana.

## Origen
La actual plaza tiene origen en la campiña entonces conocida como Llano de San Sebastián. Dicho espacio público quedaba a las afueras de la ciudad amurallada, siendo el solar más cercano a la Judería jerezana.
La presencia de la Puerta de Sevilla, acceso a la ciudad amurallada, convertía a este prado en un lugar de tránsito, principalmente debido a las comunicaciones con Sevilla. Dicha puerta fue derrumbada en 1863.

## Evolución
Durante la Edad Media fue escenario, junto con la Plaza del Arenal y la Plaza del Mercado, de los juegos medievales de alcancías y de toros y cañas, hasta la ordenación de finales del siglo XIV que restringía dichos juegos exclusivamente a la Plaza del Arenal. 
A partir de ese instante, experimentó un gran cambio pasando en el siglo XVIII de ser un extenso ejido a uno de los lugares más nobles de la ciudad. El primer edificio que se conoce en aquel lugar fue el Convento de Santo Domingo, fruto de la Reconquista, al tratarse de una orden mendicante ubicada a las afueras para atender a los viajeros y que llegó con Alfonso X El Sabio.
Aun así, el primer nombre fue Llano de San Sebastián, debido a la existencia de una capilla y un hospital con dicho nombre. El hospital posteriormente recibió el nombre de La Candelaria y de San Juan de Dios. En este hospital falleció Juan Grande el 3 de junio de 1600.
La capilla fue derrumbada en 1852, liberando espacio que daría lugar a una zona ajardinada que es actualmente la plaza.
En el solar del hospital, que apenas duró un siglo más, se levantó un edificio donde estaría el Instituto Padre Luis Coloma hasta mediados del siglo XX, cuando se mudó a su actual ubicación en la Avenida Alcalde Álvaro Domecq. A continuación fue ocupado por los hermanos de La Salle quienes tuvieron su escuela hasta principio de los años setenta del siglo XX mudando la misma a su actual emplazamiento en calle Antona de Dios.Tras la mudanza de la institución educativa, el edificio fue derrumbado y se levantó el edificio del Banco de Jerez y actual Agencia Tributaria y un hotel.
Otro aspecto que afectaba a la Alameda era la presencia durante muchos años del Palacio de los Marqueses de Salobral en el Mamelón, con su portada principal dando a la Alameda.

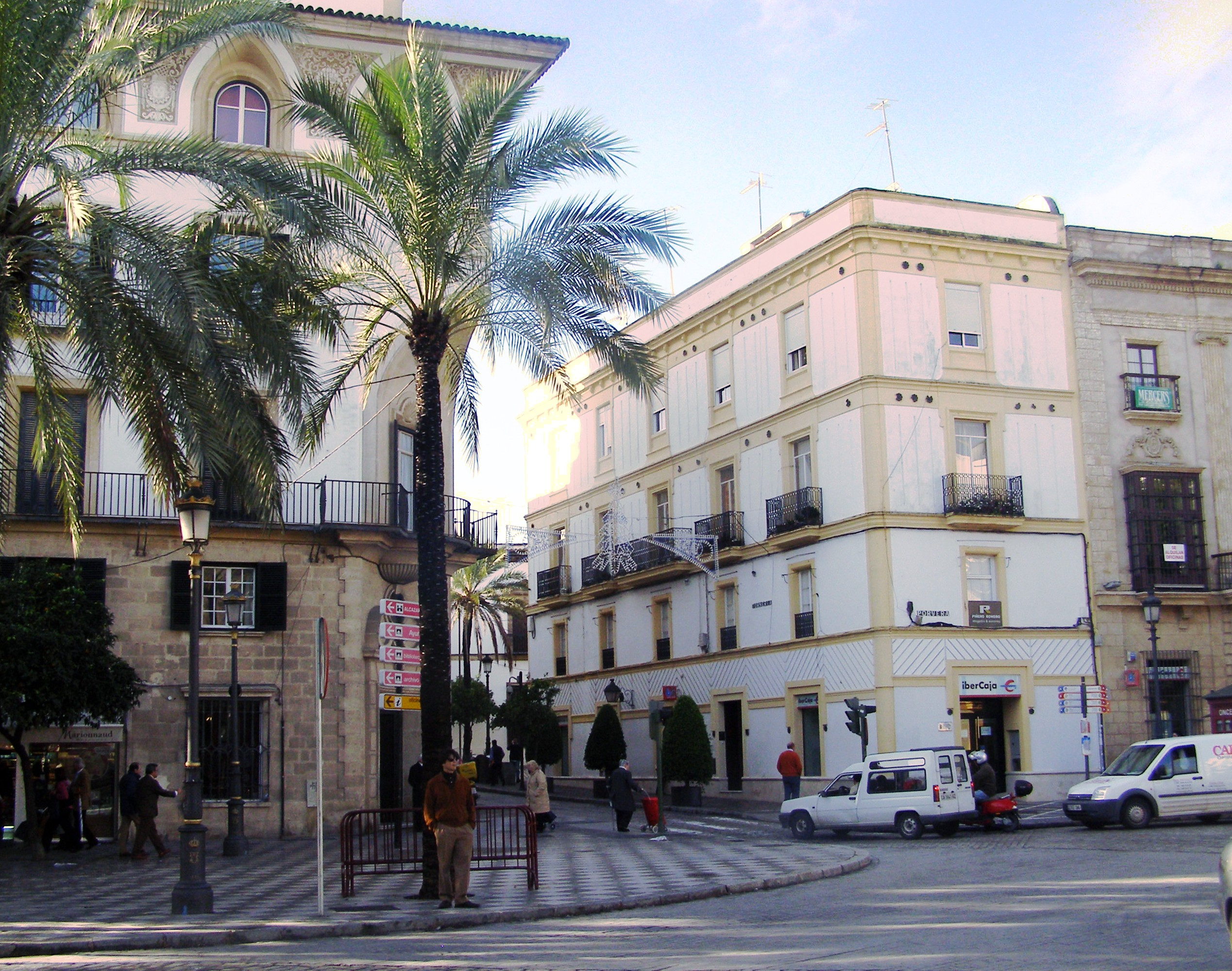
Puerta de Sevilla en la Alameda Cristina.
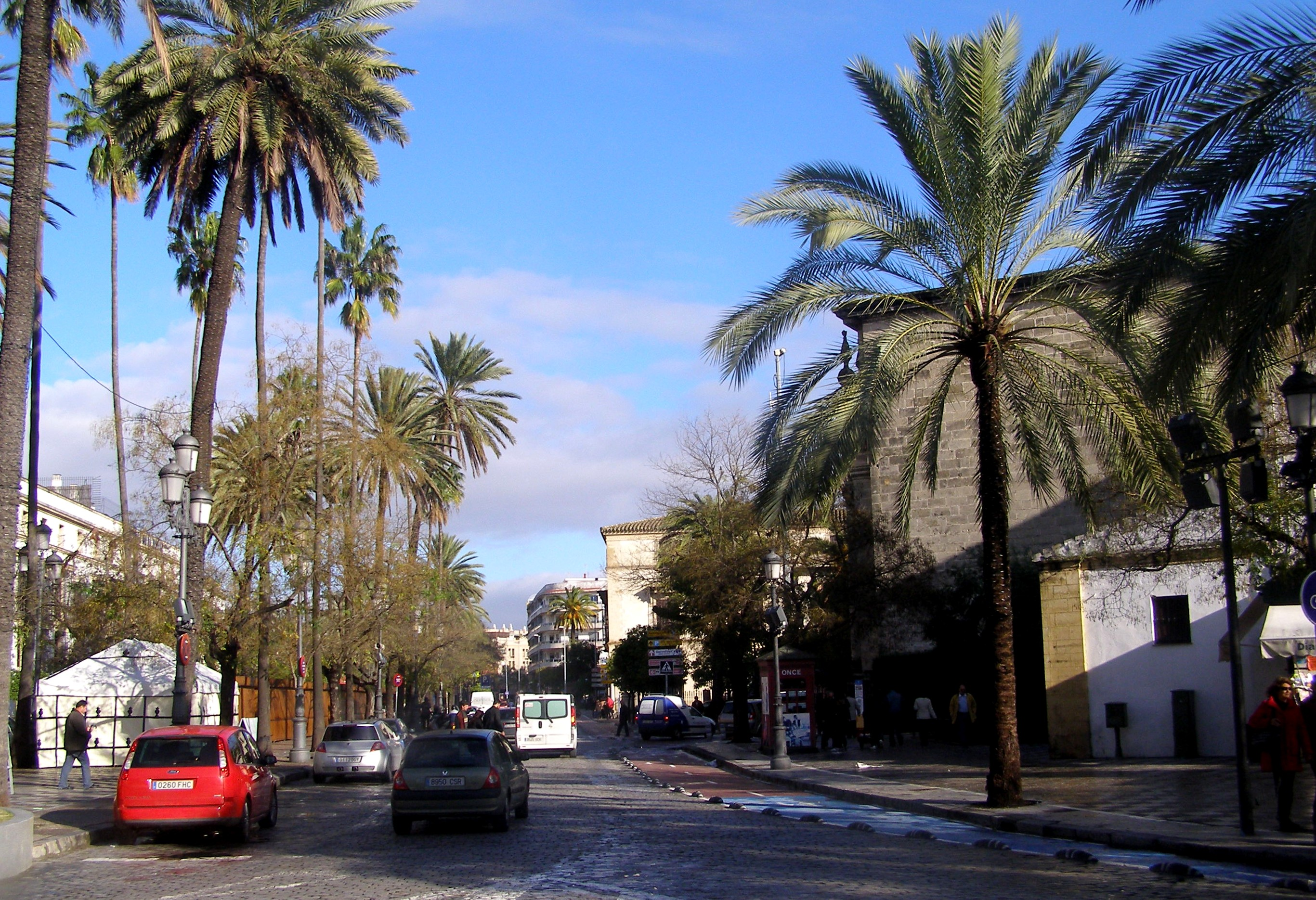
Alameda Cristina en dirección norte.
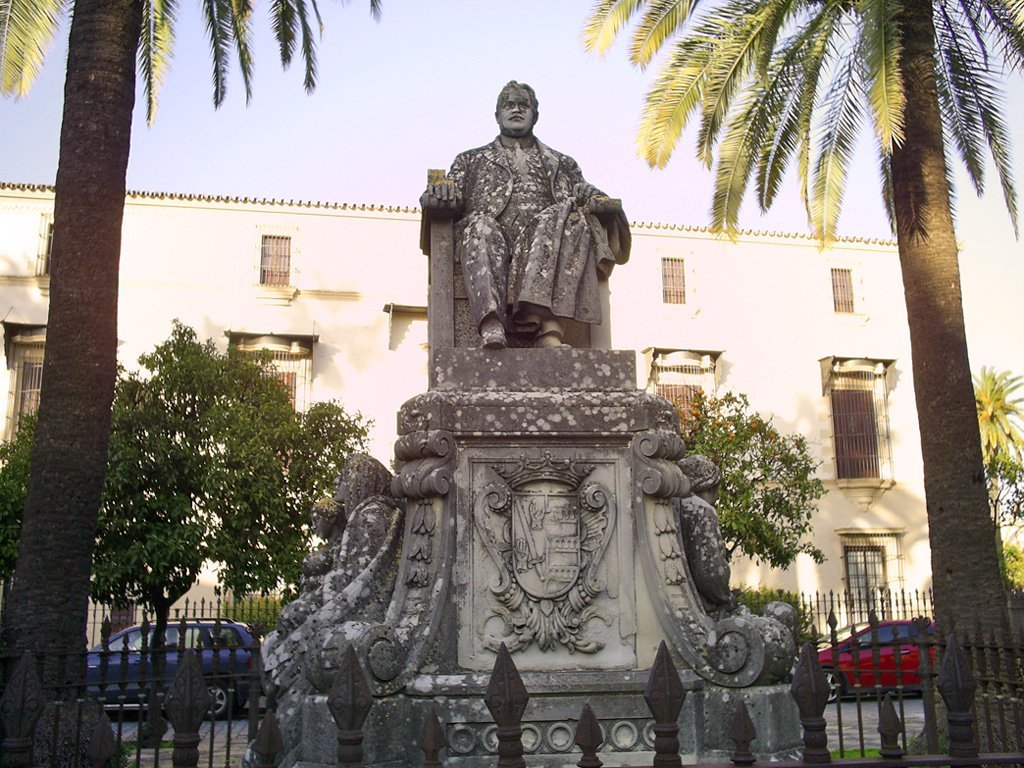
Monumento al Marqués de Casa Domecq.
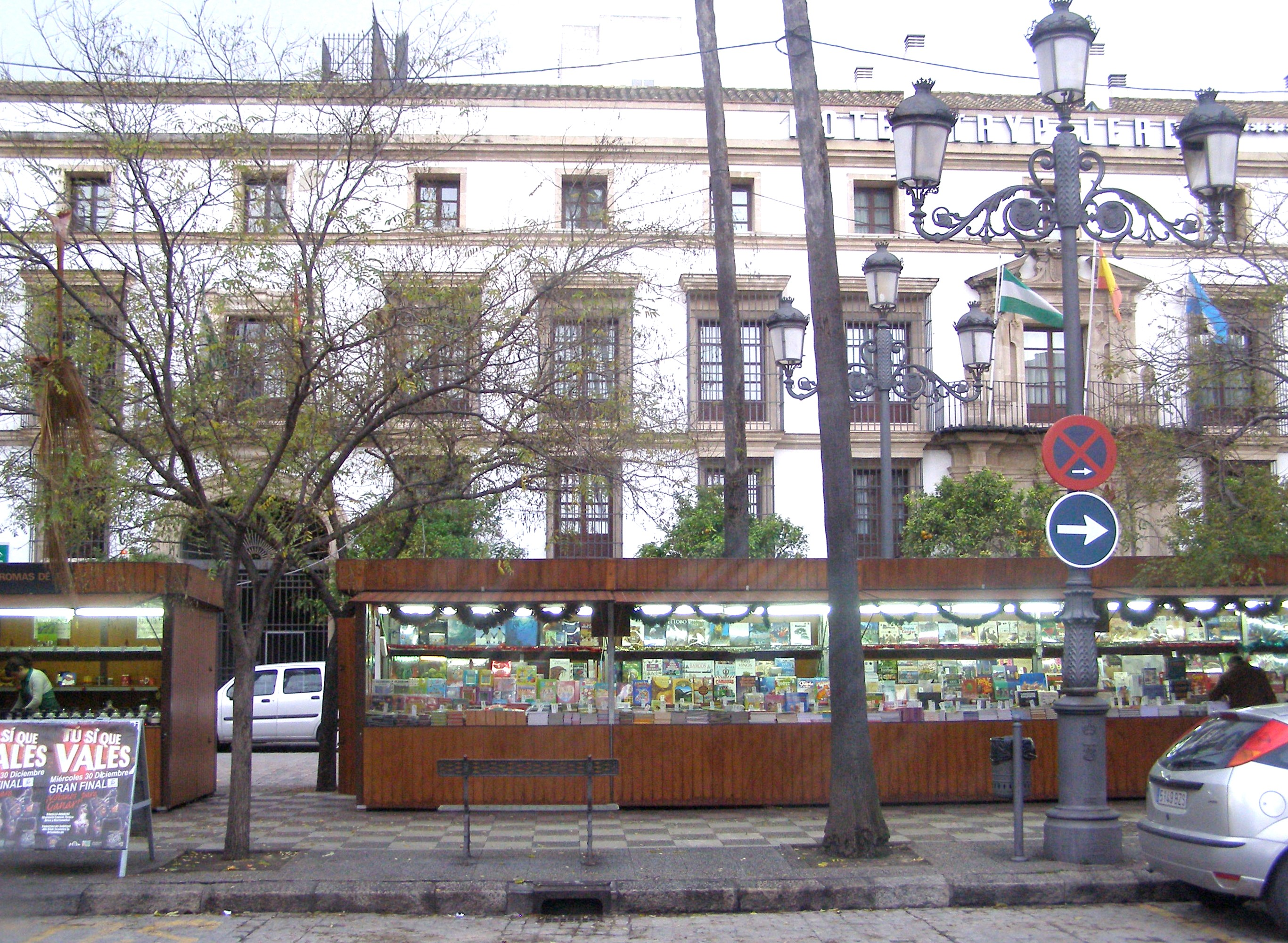
Puestos de venta en Navidad en la Alameda Cristina.
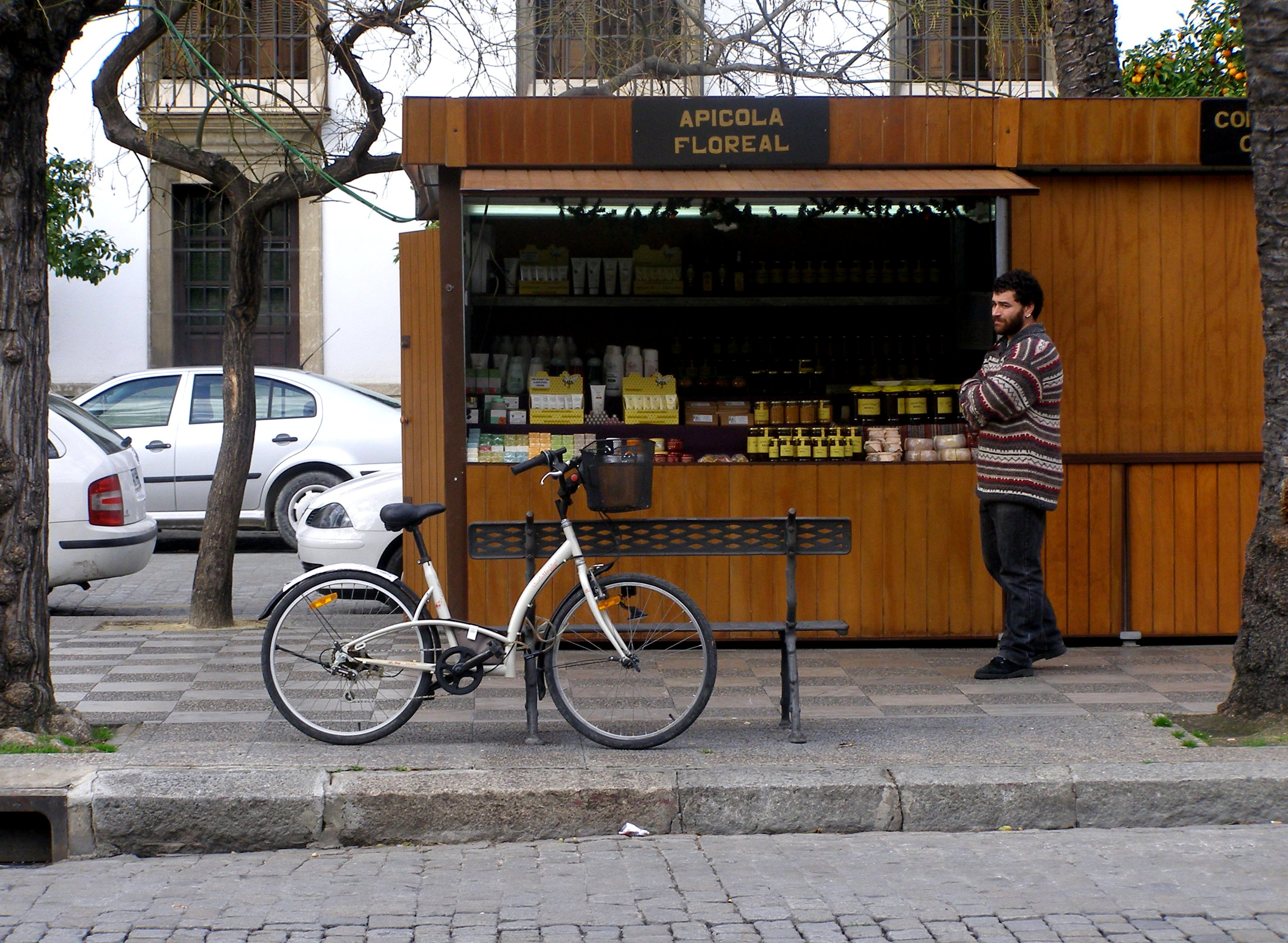
Paseo de la Alameda Cristina.
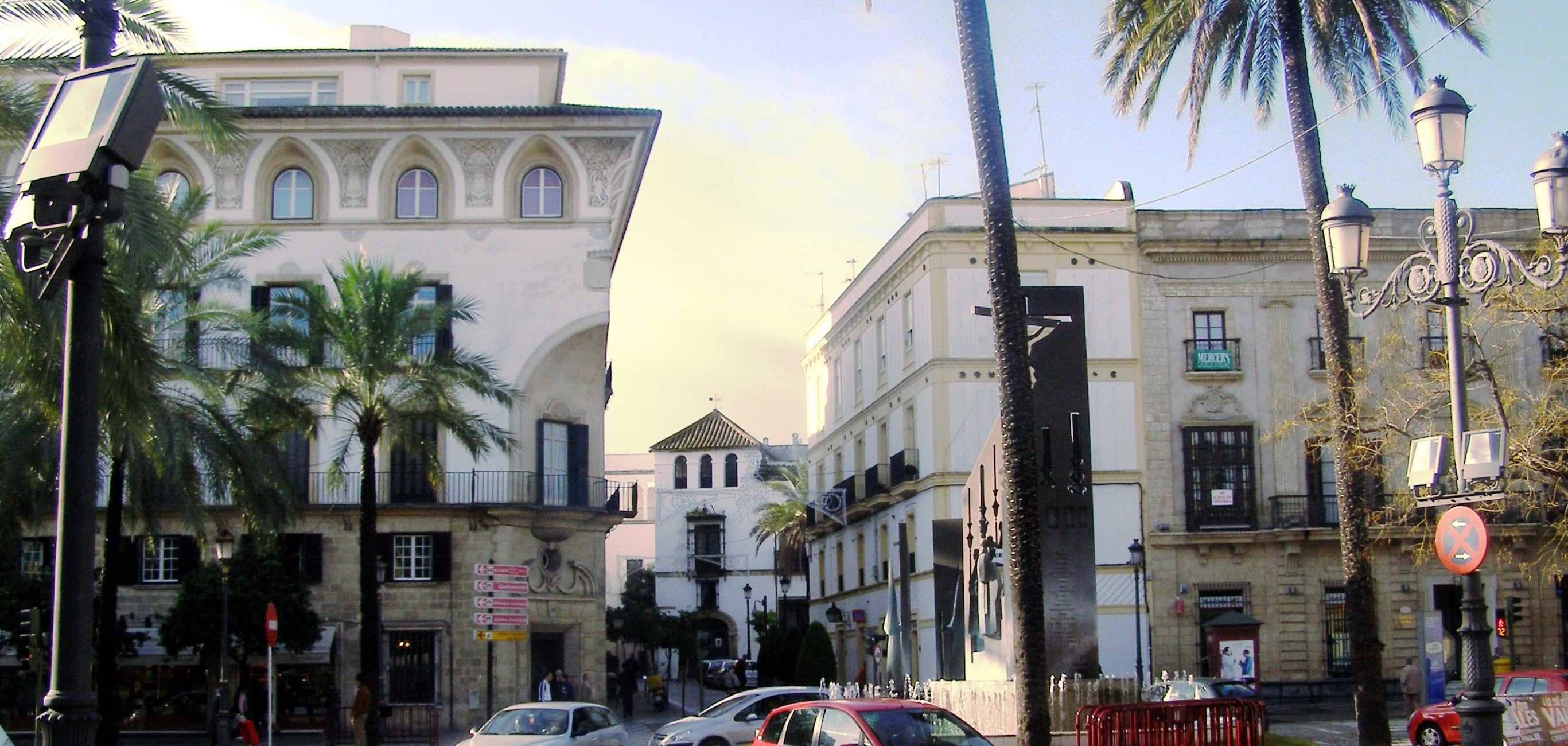
Puerta de Sevilla, entrada al casco histórico.

## Conexiones
Actualmente la Alameda Cristina ejerce de conexión en Jerez. 
- Norte-centro histórico: vía Álvaro Domecq – Plaza del Mamelón.
- Norte-este: vía calle Larga – Calle Honda.
- Norte-sur: calle Porvera – Plaza de Santiago.
- Acceso al centro histórico a través de la Calle Tornería.

Por la Alameda Cristina pasará la futura línea 1 del Tranvía de Jerez y el carrilbici urbano.

## Edificios destacados
- Monumento al Marqués de Domecq

Fue levantado en memoria de Don Pedro Domecq Núñez de Villavicencio, bodeguero y filántropo jerezano, en el año 1922 por el escultor Lorenzo Colillant Valera. Se inauguró el 21 de julio de 1923. 
- Palacio del Marqués de Montana

Declarado Monumento de Bien Interés Cultural por la Junta de Andalucía , en los antiguos Llanos de San Sebastián, levantó Don Antonio Cabezas de Aranda y Guzmán, primer Marqués de Montana, el que hoy llamamos Palacio Domecq. Es el edificio más monumental y elaborado de la arquitectura civil jerezana del XVIII. Fue construido entre 1775 y 1778, y parece que las trazas son de Juan de Vargas. Del exterior, destacamos la portada y el herraje de los balcones y las ventanas; del interior, la escalera a la imperial, y a eje con la entrada.
- Iglesia de Santo Domingo

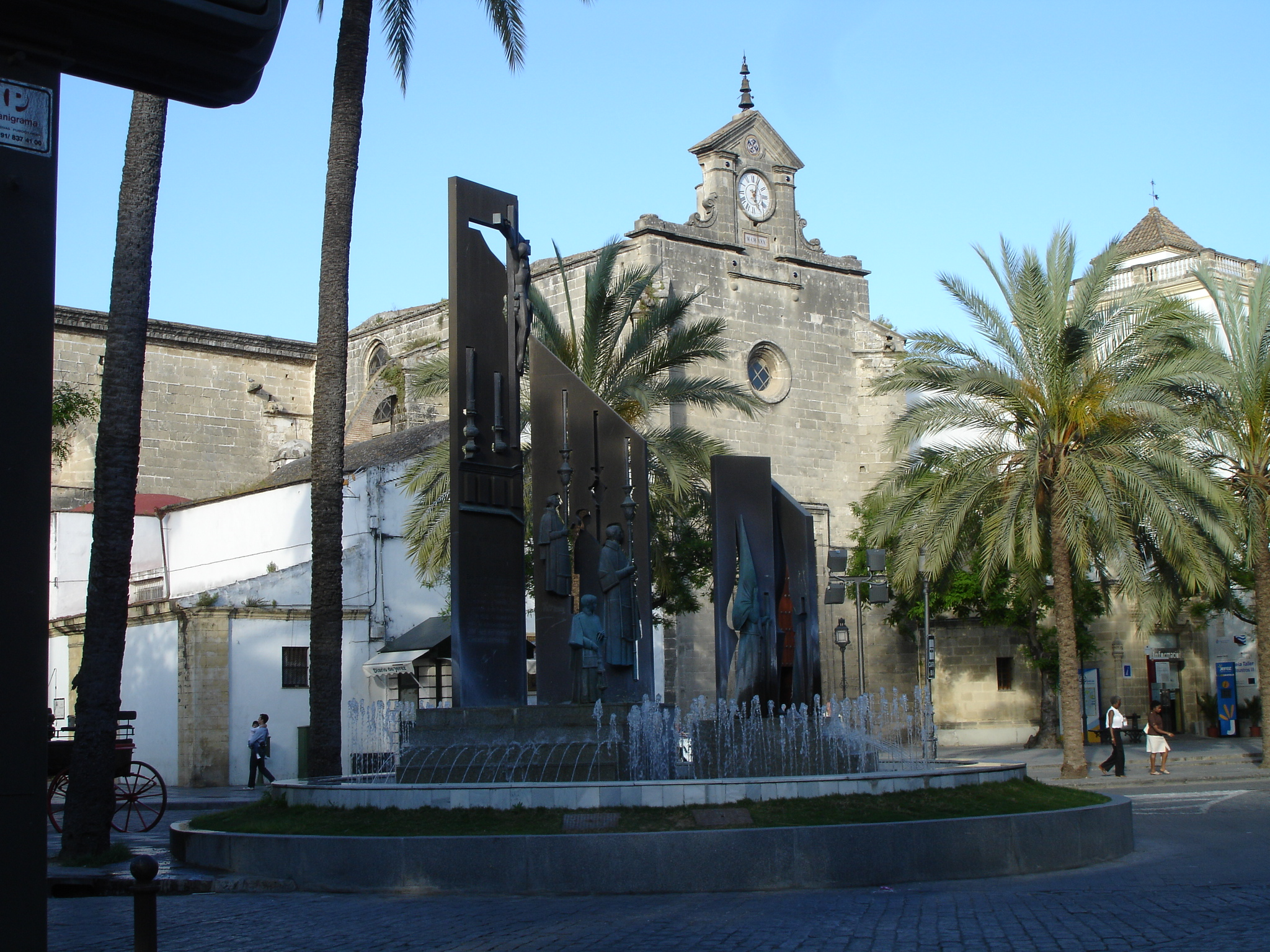
Iglesia de Santo Domingo, Jerez de la Frontera.

Tras la Desamortización el convento fue separado de la iglesia y vendido a particulares. El nuevo convento, levantado entre la puerta del Rosario y la del Campo, fue levantado en 1890 según los planos de Antonio de la Barrera Gamboa. Dada la devoción a la Virgen de la Consolación, en el siglo XVI se construyó una nave perpendicular a la principal; la llamada nave del Rosario. La portada del Rosario, probablemente obra del dominico Fray Juan Hurtado, es obra del XVIII. La portada de la capilla del Rosario, es del jerezano Andrés Benítez (1764); el retablo está atribuido al ensamblador Agustín de Medina y Flores (primera mitad del XVIII). La capilla de la Consolación fue mandada construir por Jácome Adorno, y su autor fue Pedro Fernández de la Zarza. La imagen, según la leyenda, apareció en el golfo de Rosas (Gerona) y traída a Jerez desde el Puerto de Santa María en una carreta tirada por bueyes. En verdad es una imagen de alabastro del siglo XV; y se venera sobre un trono de plata del XVIII, y del mismo siglo es el retablo-baldaquino del retablista Andrés Benítez. Nuestra Señora de Consolación es Copatrona de Jerez.
- Capilla de San Juan de Letrán

Fundada en 1504 con la intención de erigir en ella un cabildo colegial dependiente del de la Basílica de Roma. De una sola nave y cubierta por bóveda de crucería con terceletes, es cuanto queda de la primitiva construcción. El retablo mayor, de Juan y Matías Navarro (1748) procede de la iglesia del Hospital de la Candelaria (derribada en 1852). En el año 1853 el Arzobispado se la entregó a la Hermandad de Jesús Nazareno, y desde entonces es la hermandad la que la mantiene en pie.

## Nombres de la Alameda Cristina
- Llano de San Sebastián

Nombre que tenía en 1600 otra parte del Llano de San Sebastián, en el que estaba ubicado la iglesia de Santo Domingo de Xerez, y comprendía los terrenos de lo llamado hoy Alameda Cristina (junto a Santo Domingo), Plaza de Aladro, calle Santo Domingo, y Eguiluz, pues por aquella época no había nada edificado. 
- Alameda 17 de julio

Nombre que tenía en 1854 por el recuerdo del cambio de Gobierno de Madrid, en esa fecha pero se le quitó en 1856. 
- Alameda Marqués de Casa Domecq

Se debe a Pedro Domecq Núñez de Villavicencio, que falleció el 9 de febrero de 1921. Se le otorgó el título de hijo predilecto de Jerez a título póstumo en 1923. 
- Alameda Cristina

Debe su nombre a María Cristina de Borbón, reina de España y 4.ª esposa de Don Fernando VII, se llamaba así por acuerdo del 22 de abril de 1852. Se le devolvió este nombre con la vuelta a la democracia en 1975.

## Citas
- "Alameda de Cristina

Quien no pase por aquí
¿por dónde pasar podría?"
(Manuel Ríos Ruiz)